# Culturisme féminin

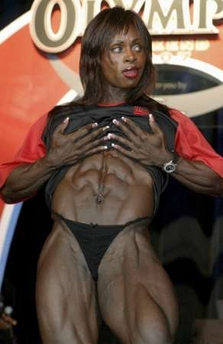
Dayana Cadeau posant contre Iris Kyle le 27 septembre 2007 à lOlympia Press Conference.

Le culturisme féminin ou bodybuilding féminin est la composante féminine du culturisme de compétition. Il est apparu à la fin des années 1970, lorsque les femmes ont commencé à participer à des compétitions de culturisme.

## Histoire

### Origines
Le culturisme féminin trouve son origine dans les compétitions de culturisme masculines des années 1950 dans lesquelles les femmes complétaient souvent les performances masculines par des concours de beauté ou des spectacles en bikini.
Les concours de physique dédiés aux femmes remontent au moins aux années 1960 avec des concours comme Miss Physique. Le premier championnat national de culturisme féminin aux États-Unis a eu lieu à Canton (Ohio) en 1977, et est généralement considéré comme la première des compétitions féminines de culturisme, c'est-à-dire la première véritable compétition où les participantes étaient jugées uniquement sur leur musculature.

### 1979
D'autres concours ont commencé à apparaître à partir de 1979. Parmi ceux-ci, on peut citer les suivants :
- Le deuxième U.S. Women's National Physique Championship[3], remporté par Kay Baxter, avec Marilyn Schriner en deuxième position et Cammie Lusko en troisième position.
- Le premier IFBB Women's World Bodybuilding Championship[4]. Championnat du monde féminin de culturisme, qui s'est tenu le 16 juin, remporté par Lisa Lyon, suivie de Claudia Wilbourn, Stella Martinez, Stacey Bentley et Bette Brown.

- La compétition Best In The World[5], qui s'est tenue à Warminster, en Pennsylvanie, le 18 août, comprenait 5 000 dollars de prix, dont 2 500 dollars pour la première place. Patsy Chapman est la gagnante, suivie de April Nicotra, Bentley, Brown et Carla Dunlap (Levin, 1980).

### IFBB Hall of Fame
L'IFBB a créé un Hall of Fame en 1999. Les athlètes suivantes ont été intronisées :
- 1999 – Carla Dunlap, Cory Everson, et Rachel McLish
- 2000 – Bev Francis, Lisa Lyon, et Abbye Stockton
- 2001 – Kay Baxter, Diana Dennis, et Kike Elomaa
- 2002 – Laura Combes
- 2003 – Lynn Conkwright
- 2004 – Ellen van Maris
- 2005 – Stacey Bentley
- 2006 – Claudia Wilbourn
- 2007 – Laura Creavalle
- 2008 – Kim Chizevsky-Nicholls
- 2009 – Juliette Bergmann
- 2010 – Lenda Murray et Vickie Gates
- 2011 – Tonya Knight et Anja Langer

Les autres culturistes professionnelles de renommée mondiale incluent Sharon Bruneau, Fabiola Boulanger, Iris Kyle, Gladys Portugues, Pauline Nordin, Ann-Marie Crooks ou encore Nathalie Foreau.

## Dans la culture populaire
Un certain nombre de femmes culturistes apparaissent au cinéma ou dans des documentaires,.
| Année | Film/Documentaire                       | Actrice                                  | Réalisateur             |
| ----- | --------------------------------------- | ---------------------------------------- | ----------------------- |
| 1986  | Pumping Iron II: The Women              | Rachel McLish, Bev Francis, Carla Dunlap | George Butler           |
| 1986  | Le Lendemain du crime                   | Corinna Everson                          | Sidney Lumet            |
| 1989  | L'amour est une grande aventure         | Raye Hollitt                             | Blake Edwards           |
| 1990  | Alienator                               | Teagan Clive                             | Fred Olen Ray           |
| 1991  | Double Impact                           | Corinna Everson                          | Sheldon Lettich         |
| 1992  | Aigle de fer 3                          | Rachel McLish                            | John Glen (réalisateur) |
| 1994  | Tueurs nés                              | Corinna Everson                          | Oliver Stone            |
| 1995  | Nemesis 2                               | Sue Price, Sharon Bruneau, Debbie Muggli | Albert Pyun             |
| 1996  | Nemesis 3                               | Sue Price, Sharon Bruneau, Debbie Muggli | Albert Pyun             |
| 1996  | Nemesis 4                               | Sue Price                                | Albert Pyun             |
| 2000  | The Cell                                | Kim Chizevsky-Nicholls                   | Tarsem Singh            |
| 2007  | American Pie Présente : Campus en folie | Tatiana Anderson                         | Andrew Waller           |
| 2008  | Hooked: Muscle Women                    | Kristy Hawkins, Colette Nelson           | MSNBC                   |
| 2013  | Copains pour toujours 2                 | Kris Murrell                             | Dennis Dugan            |
| 2013  | Kick-Ass 2                              | Olga Kurkulina                           | Jeff Wadlow             |
| 2015  | Kung Fury                               | Helene Ahlson                            | David Sandberg          |
| 2018  | Pearl (film)                            | Julia Föry                               | Elsa Amiel              |
| 2022  | Gentle (Szelíd)                         | Eszter Csonka                            | Anna Eszter Nemes       |